# Blaesoxipha transcaspia
Blaesoxipha transcaspia är en tvåvingeart som beskrevs av Boris Borisovitsch Rohdendorf 1928. Blaesoxipha transcaspia ingår i släktet Blaesoxipha och familjen köttflugor.
Artens utbredningsområde är Turkmenistan. Inga underarter finns listade i Catalogue of Life.